# Treize-Septiers
Treize-Septiers är en kommun i departementet Vendée i regionen Pays de la Loire i västra Frankrike. Kommunen ligger i kantonen Montaigu som tillhör arrondissementet La Roche-sur-Yon. År 2022 hade Treize-Septiers 3 361 invånare.

## Befolkningsutveckling
Antalet invånare i kommunen Treize-Septiers
| Referens: INSEE |